# گلیکوپروتئین IIb/IIIa
گلیکوپروتئین IIb/IIIa (انگلیسی: Glycoprotein IIb/IIIa) که به آن اینتگرین αIIbβ3 هم گفته می‌شود یک کمپلکس اینتگرینی است که در پلاکت‌ها یافت می‌شود. این گلیکوپروتئین، گیرندهٔ فیبرینوژن و عامل فون ویلبراند و در انعقاد خون نقش دارد. این کمپلکس از طریق اتصال gpIIb به gpIIIa حاصل می‌شود که قدم مهمی در تجمع پلاکتی و اتصال آنان به لایه درون‌رگی است. فعال شدن پلاکت‌ها توسط آدنوزین دی‌فسفات سبب تغییر شکل ساختاری فوق در گیرنده‌های IIb/IIIa این سلول‌ها شده و موجب اتصال آن به فیبرینوژن می‌شود. این گیرنده‌ها یکی از اهداف داروهای جدید ضد انعقاد همچون اَبسیکسی‌مَـب است.

## مکانیسم
وقتی پلاکت‌ها فعال می‌شوند، ریزدانه‌های آن، واسط‌های شیمیایی منعقدکننده‌ای چون ADP و ترومبوکسان آ۲ را رها می‌کنند. این مواد به روش‌های اتوکرین و پاراکرین به گیرنده‌های مربوط به خود متصل شده و آبشاری از وقایع را سبب می‌شود که در نهایت به افرایش کلسیم درون سلولی می‌انجامد. این کلسیم ترکیب gpIIb با gpIIIa را رقم می‌زند که قادر است به فیبرینوژن (فاکتور ۱) بچسبد و در نتیجه تعداد فراوانی پلاکت دور هم جمع شده و به‌همراه فیبرینوژن به‌هم اتصال می‌یابند و هستهٔ اولیهٔ لخته تشکیل می‌شود. پس از تشکیل این تجمع پلاکتی، آبشار انعقاد خون موجب تثبیت لخته می‌شود، چرا که ترومبین (فاکتور ۲) قادر است فیبرینوژن محلول را به فیبرین غیرمحلول تبدیل کند. این رشته‌ها سپس با کمک فاکتور ۱۳ به هم اتصال یافته و یک لختهٔ پایدار به وجود می‌آید.

## آسیب‌شناسی
نقص در گلیکوپروتئین IIb/IIIa سبب ایجاد «اختلال عملی پلاکت گلانزمان» می‌شود.
پادتن‌های خودی علیه IIb/IIIa ممکن است در جریان پورپورای ایمنی با کاهش پلاکت‌ها تشکیل شود.

## اهمیت دارویی
بازدارنده‌های گلیکوپروتئین IIb/IIIa همچون ابسیکسی‌مب جهت جلوگیری از تشکیل لختهٔ خون و به‌منظور کاهش دادنِ خطر بروز سکته قلبی و سکته مغزی استفاده می‌شوند.